# Belgiens federala gemenskaper

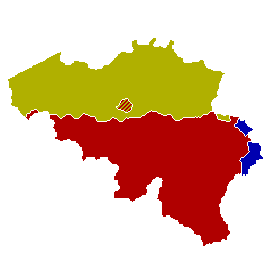
Belgiens federala gemenskaper:
Flamländska gemenskapen
Franska gemenskapen
Tyskspråkiga gemenskapen

Belgiens federala gemenskaper är tre enheter i Belgien, indelade efter språklig och kulturell tillhörighet baserat på landets tre officiella språk: flamländska, franska och tyska. De tre federala gemenskaperna är Flamländska gemenskapen, Franska gemenskapen och Tyskspråkiga gemenskapen. De tre enheterna täcker fyra geografiska områden: Flandern är flamländskt och huvuddelen av Vallonien är franskt, huvudstaden Bryssel utgör en egen federal region där ansvaret delas mellan de franska och flamländska gemenskaperna, och de tyskspråkiga östkantonerna i Vallonien, även kallat Eupen-Malmedy, täcks av den tyskspråkiga gemenskapen.

## Gemenskapernas parlament
Samtliga gemenskaper har sina egna parlament och regeringar[källa behövs] och stiftar lagar inom de områden som det Belgiska federala parlamentet har delegerat till dem:
- Flamländska gemenskapens parlament
- Franska gemenskapens parlament
- Tyskspråkiga gemenskapens parlament

Flamländska gemenskapen är djupt integrerad med den federala regionen Flandern och har gemensamma institutioner med denna. Den franskspråkiga gemenskapen är dock skild från regionen Valloniens parlament. I huvudstaden finns dessutom Bryssels franskspråkiga parlament.

## Gemenskapskommissionerna i Bryssel
I Bryssel har de franska och flamländska gemenskaperna en egen regional representation och ett samarbetsorgan för gemensamma frågor. De tre gemenskapskommissionerna är:
- Flamländska gemenskapskommissionen
- Franska gemenskapskommissionen
- Gemensamma gemenskapskommissionen